# Atentado em Istambul em janeiro de 2016
O atentado em Istambul em 2016 ocorreu às 10:20 da manhã de 12 de janeiro de 2016 na Praça Sultanahmet, no centro de Istambul, a maior cidade da Turquia. O atentado suicida, com bomba, provocou 11 mortes (não contando o bombista-suicida) e 15 feridos. Os 11 mortos eram todos estrangeiros, sendo 10 alemães e um peruano.
Este atentado segue-se ao atentado em Ancara em 2015. O autor do atentado, Nabil Fadli, pertencia ao autoproclamado Estado Islâmico (Daesh) e entrou na Turquia através da Síria.